# Soloalbum
Ein Soloalbum ist ein Musikalbum, für dessen Inhalt ein einzelner Künstler verantwortlich ist und nicht eine Musikgruppe oder Band. In der Regel schreibt der Künstler die Liedtexte und Melodien und engagiert dann Musiker, die nach seinen Vorgaben ihre Instrumente einspielen.
Oftmals sind die Solokünstler gleichzeitig Mitglied in etablierten Bands (z. B. veröffentlichte Geddy Lee, Sänger, Bassist und Keyboarder von Rush im Jahr 2000 das Album My Favorite Headache). Andere verlassen eine Band, um eine Solokarriere zu starten (z. B. trennte Neal Morse sich 2002 von der Band Spock’s Beard, die er zehn Jahre zuvor mit seinem Bruder Alan gegründet hatte). Wiederum andere waren nie Mitglied einer Band (z. B. Herbert Grönemeyer).
Da Solokünstler oft nicht über eine feste Band verfügen, finden sich auf Soloalben oft auch Auftritte von Mitgliedern aus anderen Bands, so z. B. von Rob Thomas oder Steven Tyler auf den letzten Alben von Carlos Santana.